# سيرجيو بيلو
سيرجيو بيلو (بالإيطالية: Sergio Bello)‏ هو عداء سريع إيطالي، ولد في 6 مايو 1942 في Intra, Italy ‏ في إيطاليا.

## وصلات خارجية
- سيرجيو بيلو على موقع أوليمبيديا (الإنجليزية)